# Křížov (Jiříkov)
Křížov (německy Kreuz) je malá vesnice, část obce Jiříkov v okrese Bruntál. Nachází se asi 2 km na jihozápad od Jiříkova.  
Křížov leží v katastrálním území Křížov u Sovince o rozloze 3,44 km2.

## Historie
První písemná zmínka o obci pochází z roku 1299.

## Vývoj počtu obyvatel
Počet obyvatel Křížova podle sčítání nebo jiných úředních záznamů:
| Rok            | 1869 | 1880 | 1890 | 1900 | 1910 | 1921 | 1930 | 1950 | 1961 | 1970 | 1980 | 1991 | 2001 |
| -------------- | ---- | ---- | ---- | ---- | ---- | ---- | ---- | ---- | ---- | ---- | ---- | ---- | ---- |
| Počet obyvatel | 195  | 201  | 203  | 179  | 159  | 160  | 157  | 77   | 57   | 72   | 58   | 49   | 25   |

V Křížově je evidováno 28 adres: 26 čísel popisných (trvalé objekty) a 2 čísla evidenční (dočasné či rekreační objekty). Při sčítání lidu roku 2001 zde bylo napočteno 24 domů, z toho 8 trvale obydlených.

## Pamětihodnosti
- Kaple sv. Františka Xaverského postavená v druhé polovině 17. století je kulturní památka ČR.[8]